# Луншен-багатонаціональний автономний повіт
25°47′54″ пн. ш. 110°00′18″ сх. д. / 25.79827° пн. ш. 110.00505° сх. д.
Луншен-багатонаціональний автономний повіт (кит. 龙胜各族自治县, пін. Lóngshèng Gèzú Zìzhìxiàn) — один із повітів КНР у складі префектури Гуйлінь, Гуансі-Чжуанський автономний район. Адміністративний центр — містечко Луншен.

## Географія
Луншен-багатонаціональний автономний повіт лежить на північному заході префектури.

### Клімат
Повіт знаходиться у зоні, котра характеризується вологим субтропічним кліматом. Найтепліший місяць — липень із середньою температурою 26,8 °C. Найхолодніший місяць — січень, із середньою температурою 7,9 °С.
| Клімат повіту Луншен-Ге | Клімат повіту Луншен-Ге | Клімат повіту Луншен-Ге | Клімат повіту Луншен-Ге | Клімат повіту Луншен-Ге | Клімат повіту Луншен-Ге | Клімат повіту Луншен-Ге | Клімат повіту Луншен-Ге | Клімат повіту Луншен-Ге | Клімат повіту Луншен-Ге | Клімат повіту Луншен-Ге | Клімат повіту Луншен-Ге | Клімат повіту Луншен-Ге | Клімат повіту Луншен-Ге |
| Показник                | Січ.                    | Лют.                    | Бер.                    | Квіт.                   | Трав.                   | Черв.                   | Лип.                    | Серп.                   | Вер.                    | Жовт.                   | Лист.                   | Груд.                   | Рік                     |
| Середній максимум, °C   | 12                      | 14                      | 17,9                    | 23,7                    | 27,5                    | 30,1                    | 31,9                    | 32,6                    | 30,4                    | 25,6                    | 20,6                    | 15,3                    | 23,5                    |
| Середня температура, °C | 7,9                     | 10                      | 13,6                    | 18,8                    | 22,6                    | 25,4                    | 26,8                    | 26,6                    | 24,1                    | 19,7                    | 14,8                    | 9,8                     | 18,3                    |
| Середній мінімум, °C    | 5,2                     | 7,4                     | 10,6                    | 15,5                    | 19,1                    | 22,2                    | 23,5                    | 23,1                    | 20,3                    | 16,1                    | 11,1                    | 6,3                     | 15                      |
| Норма опадів, мм        | 58.8                    | 80                      | 106.1                   | 151.7                   | 262.2                   | 282.2                   | 213.4                   | 150.6                   | 71                      | 66.2                    | 66.6                    | 41.6                    | 1550.4                  |
| Вологість повітря, %    | 80                      | 80                      | 80                      | 81                      | 83                      | 84                      | 84                      | 83                      | 80                      | 80                      | 78                      | 77                      | 80.8                    |
| ----------------------- | ----------------------- | ----------------------- | ----------------------- | ----------------------- | ----------------------- | ----------------------- | ----------------------- | ----------------------- | ----------------------- | ----------------------- | ----------------------- | ----------------------- | ----------------------- |
| Джерело: data.cma.cn    |                         |                         |                         |                         |                         |                         |                         |                         |                         |                         |                         |                         |                         |